# César Hipólito Bacle
César Hipólito Bacle (Versoix, 16 de fevereiro de 1794 - Buenos Aires, 4 de janeiro de 1838) foi um litógrafo suíço que trabalhou em Buenos Aires nos dez últimos anos de sua vida, publicando numerosas obras e jornais ilustrados.
Aprendeu desenho, topografia, cartografia e ciências naturais, e os 22 anos de idade se casou com a pintora Adrienne Pauline Macaire. Entre 1817 e 1818 viajou pelo interior da África e foi nomeado brevemente governador do Senegal. Chegou a região do Rio da Prata por volta de 1828, tendo aberto em Buenos Aires uma litografia.
Vinculado aos inimigos políticos de Juan Manuel de Rosas e a governos estrangeiros que combatiam a Confederação Argentina, foi preso, morrendo pouco tempo depois de libertado, o que foi usado como um dos motivos para o bloqueio francês do rio da Prata.